# مسائل زیست‌محیطی در کنیا

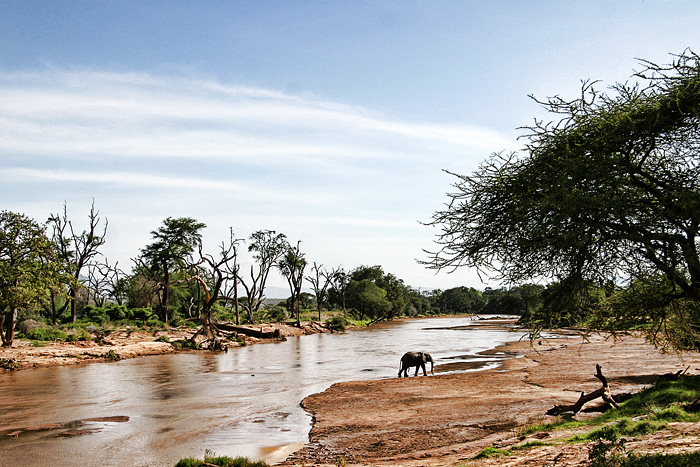
فیلی از رودخانه‌ای در حال کوچک شدن در کنیا عبور می‌کند.

مسائل زیست‌محیطی در کنیا شامل جنگل‌زدایی، فرسایش خاک، بیابان‌زایی، کمبود آب و کاهش کیفیت آب، سیل، شکار غیرقانونی و آلودگی خانگی و صنعتی هستند.